# Стефан Баторій
Стефа́н І Бато́рій, Штефан Баторій, Іштван Баторій, іноді Баторі (угор. Báthory István, біл. Стэфан Баторы, лит. Steponas Batoras, рум. Ştefan Báthory, пол. Stefan Batory) (27 вересня 1533 — 12 грудня 1586) — польський король, великий князь литовський та Руський (з 1576 року), а також князь Семигородський.

## Біографія
Син семигородського (трансільванського) князя Стефана IV. Чоловік Анни Ягеллонки, доньки короля Сигізмунда I Старого.
Навчався в Падуанському університеті. В 1571–1575 роках — семигородський князь.
Після 1,5 річного періоду безкоролів'я 12 грудня 1575 року королем Речі Посполитої обрано імператора Максиміліана II Габсбурга. Його не було короновано через спротив канцлера Яна Замойського, який підбурив частину середньої шляхти до обрання королем (королевою) Анни Ягеллонки. Вона повинна була одружитись з Стефаном Баторієм, проголошеного 14 грудня 1574 року королем. Його кандидатура була бажаною для султана, який застерігав від обрання Максиміліана II Габсбурга. Для недопущення до Кракова імператора і його коронації 18 січня 1576 року канцлер проголосив скликання посполитого рушення шляхти, завдяки чому 20 тисяч шляхтичів зайняло Краків. С. Баторій у лютому 1576 року склав присягу, 16 березня 1576 року перетнув кордон Речі Посполитої.
У супроводі 1200 угорських кавалеристів 5 квітня урочисто прибув до Львова, де його вітала шляхта Руського воєводства, після триденного відпочинку вирушив до Кракова. До нього приєднався руський воєвода Ієронім Сенявський, немало шляхти Львівської землі.
Намісником короля у період міжкоролів'я був примас Якуб Уханський, який також став опікуном Королівської скарбниці Вавель та відмовився надати королівські клейноди Речі Посполитої новообраній королеві Анні Ягеллон та її чоловікові Стефану Баторію.
1576 року, коли шляхта обрала на короля Стефана Баторія, сенатори, включаючи Якуба Уханського, виступили проти цього й не видали зі скарбниці коронаційні королівські клейноди Речі Посполитої Стефану Баторію та Анні, коли вони приїхали до Кракова на коронацію. Не в змозі скористатися традиційною коронаційною короною Болеслава Хороброго, Стефан Баторій використав під час церемонії угорську корону, яку йому передала королева Анна.
Коронація у катедрі Вавеля відбулась 1 травня 1576 року. Декотрий час його коронацію не визнавала шляхта Великого князівства Литовського, Королівської Прусії.
Близько 1578 року Баторій своїм привілеєм дозволив русинам (українцям) Львова продавати тільки малі обсяги товарів під час ярмарків, заборонивши це робити в інші дні, заборонив їм володіти шинками, право пропінації, а також ув'язнив, а потім і наказав стратити Івана Підкову.
Пішов на значні поступки шляхті, підтримував єзуїтів. Формально вважався першим гетьманом і законодавцем запорізького козацтва.
16 червня 1578 року за наказом Короля, на вимогу султана Мурада III, було страчено у Львові Івана Підкову. Та насправді король був вимушений стратити Івану Підкову, адже того вимагала тодішня складна геополітична ситуація. Османська Імперія була занадто загрозливою для Речі Посполитої державою, то ж Король не хотів зайвий раз дратувати Султана, а Султан вимагав страти Івана Підкови. У Короля був простий вибір: або безпека Королівства і нова війна (тисячі життів) або Іван Підкова (одне життя). То ж Король вибрав пожертвувати одним життям заради збереження більшості життів своїх підданих. Самі козаки ніколи не винили Короля у страті Івана Підкови, вони прекрасно розуміли тодішню геополітичну ситуацію і винили у смерті Гетьмана лише Султана.
В 1579–1582 роках за Стефана Баторія Річ Посполита брала участь у Лівонський війні, внаслідок якої 1582 року Лівонія відійшла до Речі Посполитої. У воєнних діях брали участь і українські козаки, зокрема, в боях на Сіверщині. В січні 1582 року Стефан Баторій в Ямі Запольському уклав перемир'я з Московським царством, причому цар Іван Грозний попросив миру за посередництва Папи Урбана VII.
Намагаючись зміцнити королівську владу, вів боротьбу з магнатами.
Визнавши правителя Бранденбурґу регентом герцогства Пруссії, погіршив зовнішньополітичні позиції Речі Посполитої.
Помер у Гродно (Городні), готуючись до нового походу проти Московського царства.

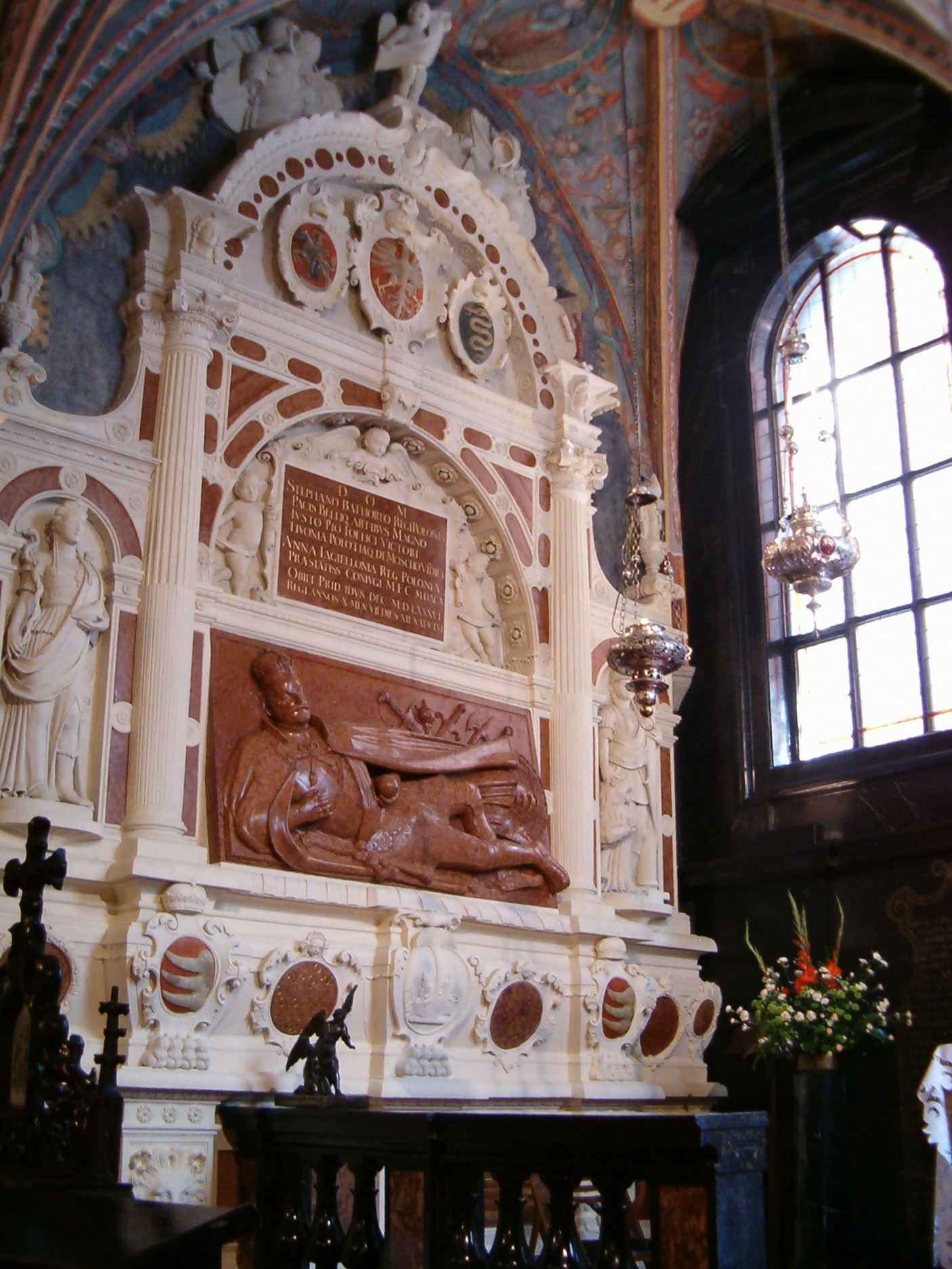
Надгробок у вавельській катедрі

## Внутрішня політика
Прагнув до зміцнення королівської влади, вів боротьбу з магнатами, надавав підтримку католицькому духовенству і єзуїтам в протистоянні реформаційним рухам. Деякий час був союзником Туреччини, потім брав участь у створенні антитурецької ліги. Був одним з найбільш рішучих і успішних військових супротивників Московського царства.
Король володів угорською і молдавською мовами, венеційським діалектом італійської, але управляв країною без знання мов своїх підданих (користувався латиною), регулярно декларував свою особисту прихильність католицизму, а для здійснення численних реформ постійно потребував грамотних виконавців. Таких людей йому могла дати тільки ефективно працююча система шкіл. Її він побачив у єзуїтів. Тому перший колегіум для єзуїтів він заснував у себе на батьківщині в Коложварі (нині Клуж-Напока; 1579). А потім протягом п'яти років були засновані єзуїтські колегіуми в Любліні (1581), Полоцьку (1582), Ризі (1582), Каліші (1583), Несвіжі (1584), Львові (1584) і Дерпті (1586). Для заснування колегіумів в Гродно і Бресті не вистачило кадрових ресурсів у провінції ордена і часу життя у короля.
У 1579 році упорядкував грошовий обіг, встановивши при цьому польський грош головним платіжним засобом.

## Реєстрове козацтво
Згідно окремих версій, згодом підданих сумніву та спростованих рядом істориків, 1578 року у Львові в урочистій обстановці нібито підписав документ, яким створювалось козацьке реєстрове військо. З козацької сторони свою вірність засвідчила делегація старшини на чолі з Андрієм Лиханським. Фактично узаконювався новий юридичний стан — козацтво, що мало важливе значення в тогочасному суспільстві. Щоправда, він хотів платити їм малі кошти та мати в повному послуху.. Це не дуже влаштовувалося козаків, оскільки раніше згідно «Конституції» коронного гетьмана Юрія Язловецького, який став першим засновником реєстрового козацтва, реєстровики отримували 4 копи литовських грошей, тобто 10 золотих на рік. До того ж назагал «Конституція» короля Стефана Баторія повсторювала документ Язловецького, не збільшуючи реєєстр та права козаків.
За тією ж легендою у вересні-грудні 1578 року, готуючись до війни з Московією і намагаючись використати в ній козацтво, Стефан Баторій нібито збільшив кількість реєстрових козаків до 500 чол., а в 1583 — до 600 чоловік, надав їм ряд привілеїв, у тому числі було вперше передано козакам клейноди (1576) (хоругву, бунчук, булаву та печатку), дано у володіння Трахтемирів з Зарубським монастирем (див. Трахтемирівський монастир).

## Згадки про Стефана Баторія в літературі
«Історія Русів» (переклад Івана Драча): «Король Баторій у всьому стосовно до Руського воїнства і народу був таким патріотом, яким пошановувався у Римлян Імператор Тіт, син Веспасіанів, себто друг і батько людства. Він справедливістю своєю і лагідністю вселив у всі народи Королівства свого дух єдності і братерської згоди. Не чутно було між ними ніяких суперечок ні про породи, ні про переваги, тим більше про релігії, що часто уми народні бентежать. Навіть саме Духовенство, що має нахил звичайно до дебатів та привласнення собі правоти думки, подобилося тоді агнцям непорочної золотої доби або пастирства Адамового, і що з цього найдивовижніше, то була згода чиста і обох головних релігій — Римської та Руської. Коли відлучався Єпископ Римський, то доручав паству Єпископу Руському, коли ж, навпаки, відлучався Єпископ Руський, то також доручав Єпархію свою в правління Римському Єпископові, і все було в послуху і любові прямо Християнській.»

## Титул
Повний титул: польською — z Bożej łaski król Polski, wielki książę litewski, ruski, pruski, mazowiecki, żmudzki, kijowski, wołyński, podlaski, inflancki, a także książę siedmiogrodzki.
Українською: Божою Ласкою король Польщі, Великий князь Литовський, Руський, Прусії, Мазовецький, Жмудський, Київський, Волинський, Підляшський, Інфлянський, а також князь Семигородський.